# Flipper (zespół muzyczny)
Flipper – amerykański zespół punkrockowy z San Francisco utworzony w 1979 przez byłych członków zespołu Negative Trend: basistę Willa Shattera i perkusistę Steve DePace. Wkrótce dołączyli do nich: wokalista Bruce Loose i gitarzysta Ted Falconi. Pierwszych nagrań dokonali pod koniec 1979 na mini składak „SF Underground” (utwór Earthworm). W 1980 ukazał się debiutancki singel: Love Canal. W następnych latach wyszły jeszcze dwa studyjne albumy: Album – Generic Flipper (1982) i Gone Fishin’ (1984).
Muzyka jaką Flipper zaprezentował była pełna „brudu”, hałasu i chaosu. Muzycy byli często posądzani o brak umiejętności grania. Zespół prawie zawsze trafiał na wrogo nastawioną publiczność, ale równocześnie umiał przykuć jej uwagę i wzbudzić w niej ciekawość. Pierwszy singel zespołu Love Canal został przez wszystkich wyśmiany za zawarte na nim dziwne dźwięki (choć sprzedawał się dosyć dobrze). Zespół był znany również z tego, że w całym San Francisco (nawet już długo po ich rozpadzie) widać było na murach budynków (w formie graffiti) logo zespołu, które przedstawiało ryby.
W 1984 roku firma ROIR wydała kasetę z koncertem Flippera nagranym w klubie CBGB w Nowym Jorku pt. Blow’n Chunks. Działalność zespołu w tym czasie stopniowo zanikała. W 1987 roku w wyniku przedawkowania narkotyków umarł Shatter. W następnym roku wydano składankę z największymi „hitami” zespołu pt. Sex Bomb, Baby!.
W 1990 zespół przypomniał się singlem Someday i powrócił do czynnego grania. W miejsce Shattera zaangażowano Johna Dougherty. Zespół grał aż do 1995 roku, kiedy to zmarł Dogherty (jego poprzednik przedawkował narkotyki). Ale zanim do tego doszło to w 1993 roku Flipper wydał kolejną płytę studyjną American Grafishy.
Po dziesięciu latach muzycy po raz kolejny reaktywowali zespół (z Bruno DeSmartassem na gitarze basowej) i wystąpili 22 i 28 sierpnia 2005 roku w klubie CBGB. W grudniu 2006 DeSmartass został zastąpiony przez byłego basistę Nirvany Krista Novoselica. W tym składzie zespół odbył trasę po Wielkiej Brytanii, Irlandii i USA.

## Muzycy
- Bruce Loose – wokal (1979–1987, 1990–1995, od 2005)
- Ted Falconi – gitara (1979–1987, 1990–1995, od 2005)
- Will Shatter – gitara basowa, wokale (1979–1987)
- Steve DePace – perkusja (1979–1987, 1990–1995, od 2005)
- John Dougherty – gitara basowa (1990–1995)
- Bruno DeSmartass – gitara basowa (2005–2006)
- Krist Novoselic – gitara basowa (od 2006)

## Dyskografia
Single:
- Love Canal (Subterranean Records 1981)
- Sex Bomb (Subterranean Records 1981)
- Get Away (Subterranean Records 1982)
- Someday (Subterranean Records 1990)
- Sex Bomb (Remix) (Def American 1993)

Albumy:
- Album – Generic Flipper (Subterranean Records 1982)
- Gone Fishin’ (Subterranean Records 1984)
- Public Flipper Limited-Live 1980–1985 (Subterranean Records 1985)
- Sex Bomb, Baby! (Subterranean Records 1988)
- American Grafishy (Def American 1993)

Składanki:
- SF Underground (Subterranean Records 1979)